# Vrana-See (Cres)
Der Vrana-See (kroatisch Vransko jezero, italienisch Lago di Vrana oder Lago di Aurana) ist ein Binnengewässer auf der kroatischen Insel Cres in der Kvarner-Bucht (Adria).

## Lage
Der Vrana-See liegt ungefähr in der Mitte der Insel Cres nordwestlich des Weilers Vrana in einer tiefen trogähnlichen Senke. Die umgebenden Bergrücken zeigen Merkmale der Verkarstung und bilden mit steilen, teils bewaldeten und steinigen Hängen ringsum das Ufer des abflusslosen Sees. Sie erreichen in den Kammlagen Höhen von bis zu 482 m (Helm) im Westen sowie 428 m (Zlostan) im Osten des Sees und sind im Norden mit etwa 135 m am niedrigsten. Der Wasserspiegel des Vrana-Sees liegt deutlich tiefer, um 14 Meter (Stand 1993) über dem Meeresspiegel.
Von der Nationalstraße D100 führt eine schmale Straße in Serpentinen hinunter zu einer Häusergruppe. Jedoch ist der Zutritt zum See für Unbefugte strikt untersagt, weil dieser als einziges natürliches Trinkwasserreservoir auf der Insel von großer Bedeutung ist.

## Beschreibung
Der Vrana-See ist ein abflussloses Gewässer in einer Senke des Inselgebirges. Am nördlichen Seeufer gibt es einige kleine periodische Zuflüsse, von denen der Klanec der wichtigste ist. Entlang der zum See abfallenden Hanglagen befinden sich Einschnitte, die lediglich nach Niederschlägen kurzzeitig wasserführend sein können.
Die oberflächlichen Dimensionen des Sees betragen 5,5 km in der Länge und 1,5 km in der Breite bei einer durchschnittlichen Fläche von 5,75 km², die je nach Wasserstand schwankt.
Die Senke des Sees befindet sich im kretazischen Dolomitkalkstein der Insel, der in NNW-SSO-Richtung streicht und nur am Westufer auf einem kurzen Abschnitt von einem Rudistenkalkstein derselben Periode unterbrochen wird.
In Anbetracht der Lage mit einer Entfernung von nur 3 bis 5 km vom Meer und fehlenden ständigen oberirdischen Zuflüssen stellt der See auf der ansonsten von Wassermangel gekennzeichneten Insel Cres ein außergewöhnliches Süßwasservorkommen dar. Nach bisherigen Erkenntnissen liegt dem System Vrana-See ein Gleichgewicht zwischen Süßwasser und Meereswasser zugrunde, wie es bei einer Ghyben-Herzberg-Linse vorliegt. Diese Verhältnisse können jedoch durch zu große Wasserentnahme während der touristischen Saison gefährdet werden. Frühere Erklärungsversuche zur Herkunft des salzfreien Wasserkörpers verwiesen auf vermutete unterirdische Karstgrundwasserleiter, die mit der Festlandsregion des Velebitgebirges verbunden sein könnten. An dieser Hypothese wurde bis in das 20. Jahrhundert festgehalten. Allerdings äußerte bereits um 1873 Ernst Mayer aufgrund seiner Untersuchungen der örtlichen Gegebenheiten begründete Zweifel an diesem Erklärungsversuch, die aber lange Zeit keine wesentliche Erörterung fanden.
Ende der 1980er Jahre kam es als Folge der Wasserentnahme für die öffentliche Versorgung zu einem drastischen Absinken des Wasserspiegels, weshalb erneut hydrologische Untersuchungen bezüglich der Funktionsweise des Systems Vrana-See unternommen wurden. Deren Auswertung ergab ein Einzugsgebiet (ohne Seefläche), das mit ungefähr 24 km² knapp 6 % der Inselfläche einnimmt. Der durchschnittliche jährliche Wasserzufluss für den See wurde mit etwa 588 l/s berechnet, wovon 33 % oberirdisch und die restlichen zwei Drittel unterirdisch sind. Niederschlagsereignisse führen zu Oberflächenwasser sowie daraus resultierenden Wasserführungen in den Karstgesteinskomplexen der Umgebung. Das beobachtete rasche Absinken des Wasserspiegels um drei Meter innerhalb von sechs Jahren wird je etwa zur Hälfte auf vermehrte Entnahme und auf verminderte Niederschläge zurückgeführt.
Nach jüngeren Erkenntnissen kann der Wasserkörper des Sees als autochthon angesehen und eine unterirdische Verbindung zum kroatischen Festland ausgeschlossen werden. Der See bildet ein nach hydrologischen Gesichtspunkten außerordentliches Objekt von wissenschaftlicher Bedeutung. Bei der Senke handelt es sich um die größte Kryptodepression in Kroatien, der Boden des über 70 Meter tiefen Sees liegt bis zu 62 Meter unter dem Meeresspiegel.
Auf der Insel Cres stellt der Vrana-See das einzige natürliche Süßwasserreservoir dar. Es umfasst etwa 220 Millionen Kubikmeter und wird seit 1952 mittels eines Pumpensystems für die Trinkwasserversorgung auf den Inseln Cres und Lošinj intensiv genutzt. Aufgrund seiner besonderen hydrologischen Verhältnisse verkörpert der See zudem ein spezifisches Ökosystem.